# José Rivelino Moreno Valle
José Rivelino Moreno Valle, conocido artísticamente como Rivelino,  (San José de Gracia, Jalisco, 1973) es un dibujante, ceramista y escultor mexicano. De 2009 a 2011 adquirió presencia internacional con “Nuestros silencios”, instalación escultórica monumental de arte público presentada en nueve ciudades europeas.

## Trayectoria
En la primera mitad de la década de los noventa asistió a cursos en la Escuela de Cerámica del Instituto Nacional de Bellas Artes (INBA). Paralelamente realizó prácticas en diferentes talleres donde trabajó el barro, la madera, el papel, el algodón, el mármol, el bronce y el acero, y la fundición de estos metales; además del aprendizaje de la restauración. Con una formación más autodidacta basada en la experimentación y el análisis ha logrado desarrollar y consolidar un estilo propio.
Con más de 18 años de trabajo cuenta con más de 60 muestras colectivas y 35 individuales en México y el extranjero. En 2010 participó en la Expo Universal Shanghái con la obra de gran formato “Diálogos naturales”; en 2011 presentó la muestra “Esencia nómada” en el Museo de Arte de Querétaro, en ese mismo año inauguró la Galería de Arte de la Secretaría de Economía con la exhibición “Límites y consecuencias”.
En los últimos años se adentró en la instalación e intervención pública para investigar la relación entre el espectador, la obra de arte y el entorno urbano. Así fue “Nuestros silencios”, muestra de escultura monumental sobre la libertad de expresión que se presentó de 2010 a 2011 en Lisboa, Bruselas, Madrid, Potsdam, Roma, Londres, Moscú, San Petersburgo y, finalmente, en el Zócalo de la Ciudad de México. Durante la itinerancia europea estaba programada la estancia en París para inaugurar el Año de México en Francia 2011; lamentablemente, la inusitada presentación náutica de “Nuestros silencios” sobre el río Sena no fue posible debido a la crisis diplomática derivada del “affaire Cassez”.
En enero de 2012, Rivelino participó en el Foro Económico Mundial de Davos en Suiza junto con los artistas JR y Vic Muniz. En ese mismo mes, presentó “Raíces”, magna e insólita instalación conformada por un órgano plástico de 1.2 kilómetros de extensión que hilvanaba monumentos y plazas históricas de la Ciudad de México como la Plaza de las Tres Culturas, las explanadas del Palacio de Bellas Artes y del Museo Nacional de Arte, la zona arqueológica de Tlatelolco, entre otras.
En 2015 el marco del año dual México-Reino Unido inauguró su más reciente obra monumental Tú en la plaza pública más importante de la capital inglesa Trafalgar Square, una pieza que consiste en dos dedos índices blancos fundidos en bronce que se enfrentan aunque sin confrontarse, la pieza invita al espectador a cuestionar su postura ante un tema tan importante como la igualdad entre seres humanos. En 2017, la exhibición se presentó en la Macro Plaza en Monterrey, Nuevo León y en el Patio Mayor del Instituto Cultural Cabañas en Guadalajara, Jalisco.

## Obra
Su obra está compuesta por construcciones bidimensionales de pequeño y gran formato, sobresaliendo los cuadros-esculturas elaborados a partir de estructuras de metal sobre distintos soportes en los cuales está presente el dibujo por medio de incisiones, además del relieve en diferentes materiales y formas como crisálidas, mariposas, corazones, semillas, o en ocasiones un enigmático rostro humano con la boca tapada o descubierta. Las piezas se basan precisamente en la esencia y fuerza de los materiales y la conjunción o plasticidad de los mismos, tales como el acero, el bronce, la cerámica, el algodón, la madera y la resina, entre otros.
Destacan también las obras de escultura de gran volumen (tridimensionales), sean de tipo cúbico, circular o coniforme. En ellas también se advierten las incisiones por medio de flechas, grafías, rectas, curvas, círculos y puntos que se repiten para crear distintos efectos sensoriales, sea a través del tacto o la vista.
Su obra conjuga tradiciones que retoman el presente. Por ejemplo, del pasado prehispánico la geometría, el volumen, la frontalidad y la abstracción; del barroco hispano, los símbolos, amuletos, ex-votos, nichos y pátinas oscurecidas en las cerámicas. En suma, los contenidos hablan e interactúan con los nuevos escenarios e inquietudes de la actualidad.

## Arte Público

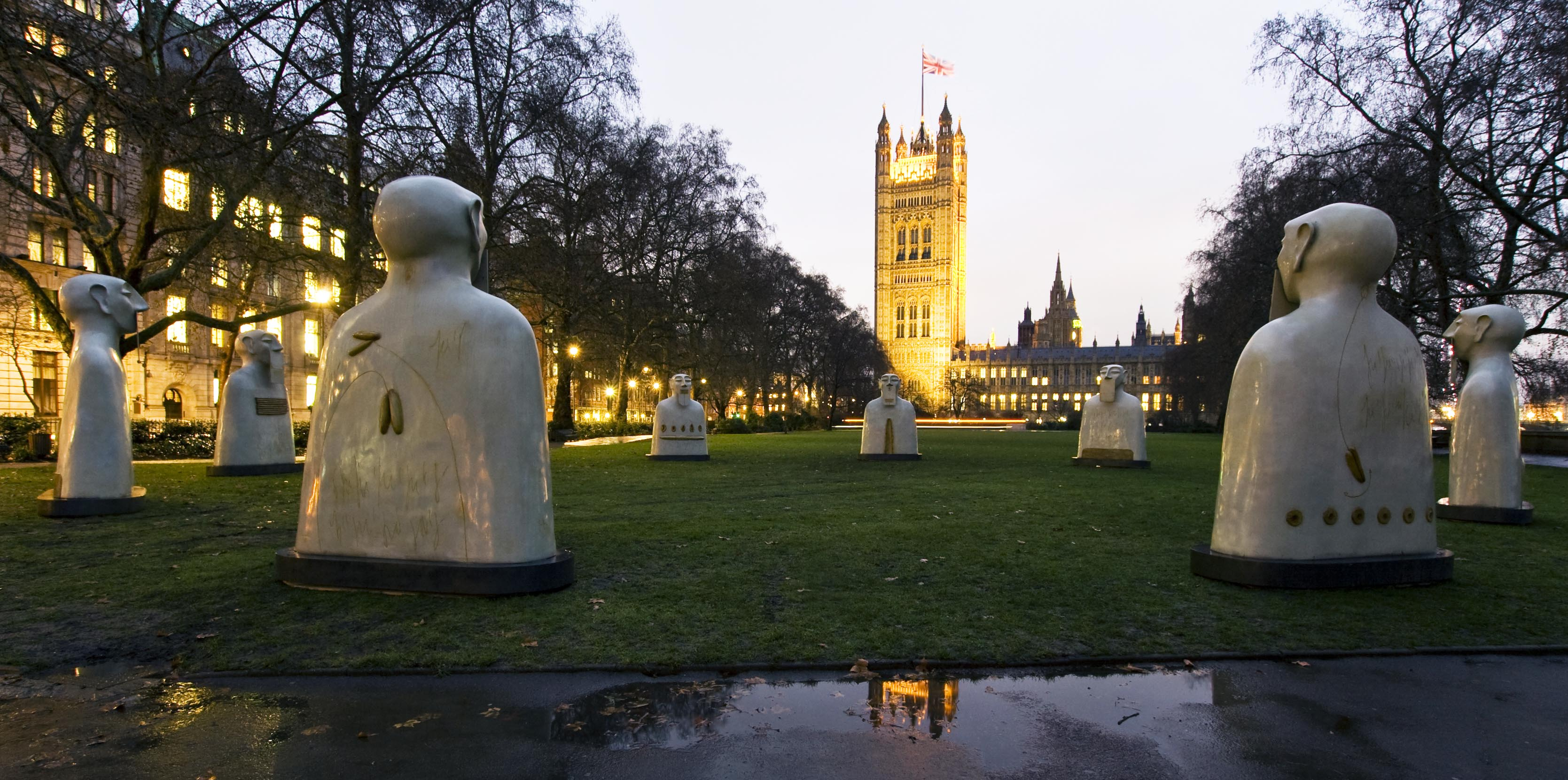
Nuestros Silencios Londres, Victoria Tower Gardens, Reino Unido, 2011.

##### Nuestros silencios, 2009-2015
Nuestros silencios es una instalación escultórica monumental itinerante que aborda tanto la autocensura individual como uno de los derechos humanos fundamentales: la libertad de expresión. En cada una de las ciudades en que se presenta, la obra adquiere un significado distinto al establecer relaciones contextuales con su arquitectura, su cultura, su sociedad y su historia.
Nuestros silencios está integrada por diez piezas antropomorfas de gran formato −3.50 x 2.20 x 1.10 m, con un peso aproximado de una tonelada cada una−, elaboradas en bronce a la cera perdida, con pátina de colores blanco y ocre. La Caja táctil que también incluye la muestra es escultura cúbica realizada en acero en cuyo interior se encuentran cuatro piezas de pequeño formato basadas en las monumentales; aunque fueron creadas especialmente para personas con discapacidad visual, también permiten establecer una experiencia lúdica a cualquier espectador.
La instalación se ha exhibido en importantes ciudades de Portugal, España, Bélgica, Alemania, Italia, Reino Unido, Rusia, México y Estados Unidos. 

Raíces, 2012

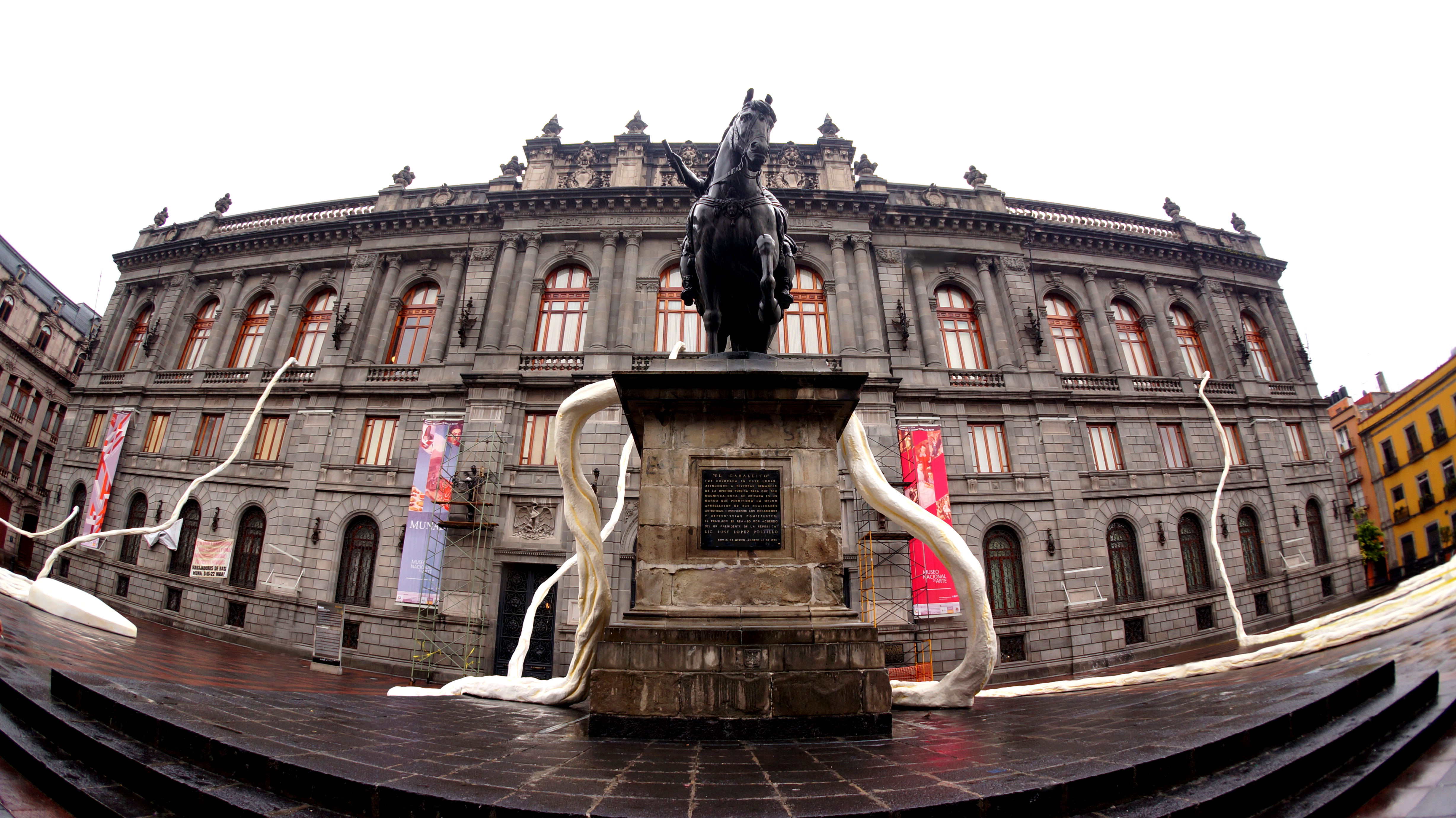
Raíces, Museo Nacional de Arte, CDMX, 2012.

Raíces fue una intervención monumental del espacio urbano que conectó edificios, plazas, museos, una zona arqueológica y monumentos de la Ciudad de México, con esta acción Rivelino intervino la memoria histórica del espacio público contrastando las distintas maneras que tiene una sociedad de percibirlo a lo largo del tiempo.
La enorme raíz artificial de 1,200 m de largo y hasta 1.5 m de diámetro fue montada simultáneamente en 48 horas con la participación voluntaria de 300 jóvenes, la mayor parte estudiantes de preparatorias y universidades tanto públicas como  privadas.
La intervención temporal ligó espacios de la ciudad conectados con momentos históricos dolorosos, horribles, violentos, incluso sangrientos, de represión y desigualdad social y cultural; al mismo tiempo, vinculó momentos de libertad, belleza, crecimiento y orgullo, todo esto albergado en forma de recuerdos en el memoria colectiva social.
La extravagante y chocante raíz blanquecina irrumpió la cotidianidad estética y social, extendiéndose, trepando y penetrando cada uno de lo lugares donde fue montada y provocando las más diversas reacciones en los espectadores, crítica especializada y medios de comunicación: sorpresa, repulsión, admiración, asco, juego, atracción, morbo, diversión, aceptación y rechazo. La intervención permitió observar una parte de la sociedad participativa y abierta ante este tipo de prácticas artísticas, y también  logró sacar a la luz otra parte cerrada a ellas y celosa de su espacio público.
Espacios intervenidos: Zona Arqueológica de Tlatelolco, Plaza de las Tres Culturas, Iglesia de Santiago, Centro Cultural Universitario Tlatelolco, Colección Blaisten, Centro Cultural Jose Marti, Plaza de la Santa Veracruz, Museo Franz Mayer, ex convento de Corpus Christi, explanada del Palacio de Bellas Artes y el Museo Nacional de Arte.

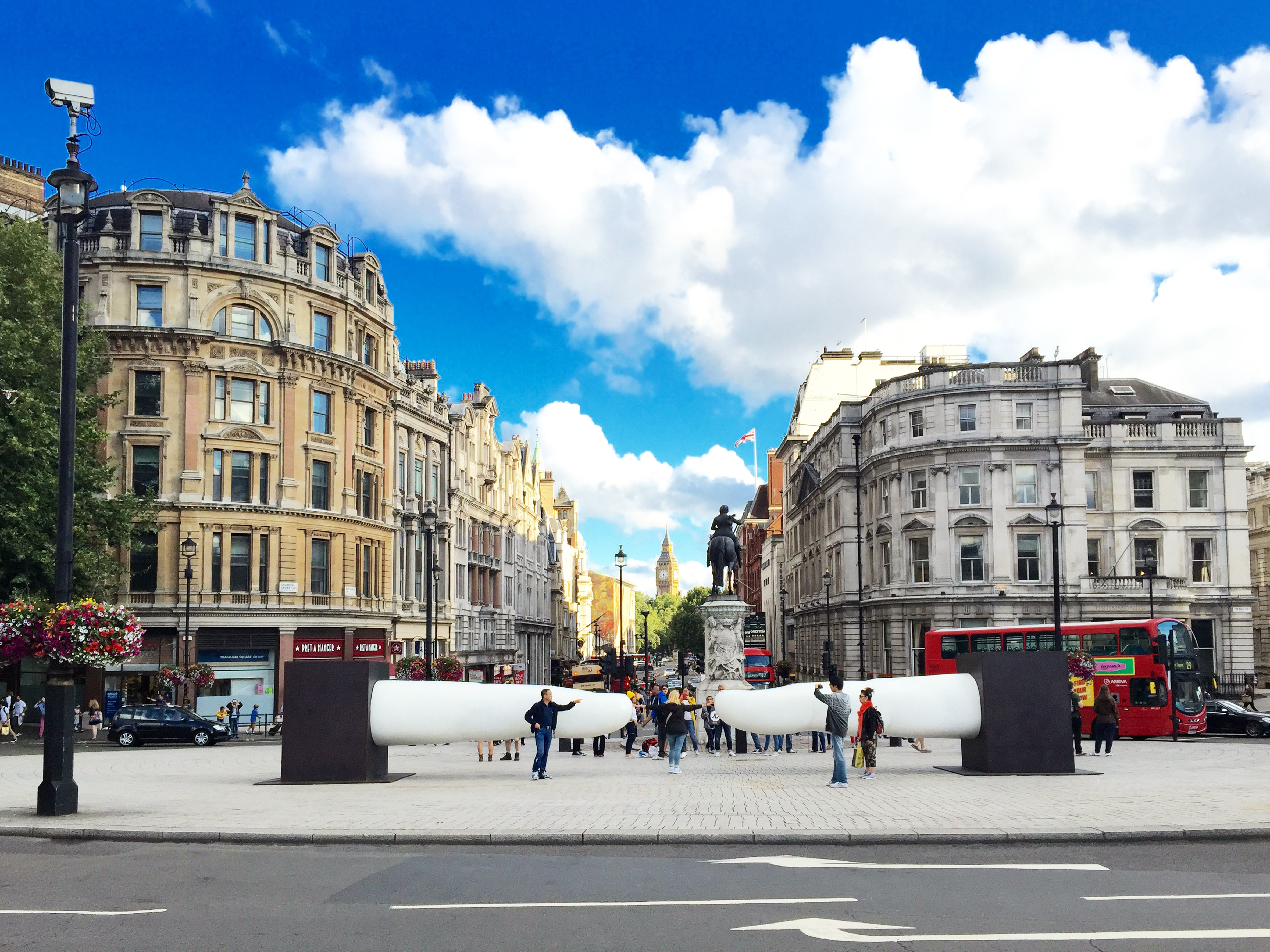
Tú, Instalación escultórica monumental, Trafalgar Square, Londres, Reino Unido, 2015.

#### Tú, 2015
Concebida para cuestionar el complejo concepto de Igualdad, la escultura monumental realizada en bronce en color blanco opera en dos planos: el físico y el de la memoria. En el físico interactúa con la emblemática King Charles Island, que ha sido protagonista y testigo de la historia de la Ciudad de Londres. En el imaginario, Tú aborda el significado de señalar al otro, de ser igual y al mismo tiempo ser diferente. ¿En qué radica el sentido de la igualdad.
Con dos dedos índices que se enfrentan sin confrontarse, la obra refiere a la ambigüedad, ambivalencia e incomprensión que sufre el concepto contemporáneo de Igualdad.
Los dedos están en estricta simetría; nada en ellos permite suponer jerarquía de ninguna índole: su identidad formal encarna una equidad conceptual evidente. A partir de ella se plantean tres opciones principales: los otros frente a frente (ellos); ellos frente a mí (los otros-yo); y todos juntos (el paso del yo al nosotros).
La instalación provoca en el espectador conductas y experiencias estéticas que son inseparables del contenido ético de la obra: la soledad estéril de la individualidad, la elección moral de participar con los demás o de permanecer indiferente, la angustia de ser señalado por los otros, la conciencia de la interdependencia humana y la fuerza para integrarse a la acción colectiva.
En un mundo obviamente desigual, la pieza invita al espectador a cuestionar su postura ante un tema tan importante como la igualdad entre seres humanos.

## Exposiciones
- 2022/ La Caja Táctil, Instalación escultórica monumental, Zócalo de la ciudad de Puebla, Puebla, Puebla, México.
- 2022/ Tú, Instalación escultórica monumental, Zócalo de la ciudad de Puebla, Puebla, Puebla, México.
- 2021/ Tú, Instalación escultórica, colección permanente, Museo Memoria y Tolerancia, CDMX, México.
- 2021/ Víctimas y Victimarios, Museo Carolino Centro de la Cultura y los Saberes de la Benemérita Universidad Autónoma de Puebla, Puebla, México.
- 2021/ Todos somos electricidad 1, Instalación en sitio específico, Autódromo Miguel E. Abed, Puebla, Puebla, México.
- 2021/ Todos somos electricidad 2, Ambientación en sitio específico, Carretera Tehuacán-Puebla, Puebla, México.
- 2021/ Memoria de Agua, Instalación escultórica, CICMA, Mazatlán, Sinaloa, México.
- 2020/ La Ciudad te habla, Intervención de soporte lingüístico, Parque La Mexicana, CDMX, México.
- 2020/ The city speaks to you, Intervención urbana de soporte lingüístico, Houston, Texas, EE. UU.
- 2018/ Nudos y corazones, Intervención de sitio en específico, Plaza de Toros México, CDMX, México.
- 2018/ Silencio Tangible, Museo Federico Silva Escultura Contemporánea, San Luis Potosí, México.
- 2018/ Anatomía de la materia, Centro de las Artes Centenario, San Luis Potosí, San Luis Potosí, México.
- 2017/ Tú, Instalación escultórica monumental, Instituto Cultural Cabañas, Guadalajara, Jalisco, México.
- 2017/ Tú, Instalación escultórica monumental, Explanada de los Héroes, Macroplaza, Monterrey, Nuevo León, México.
- 2016/ El ejército de quién?, Obra en obra, Intervención de sitio en específico, CDMX, México.
- 2015/ You, Instalación escultórica monumental, Trafalgar Square, Londres, Reino Unido.
- 2015/ Nuestros silencios, Instalación escultórica monumental, Ferry Building, San Francisco, California, EE. UU.
- 2015/ Nuestros silencios, Instalación escultórica monumental, Ruocco Park, San Diego, California, EE. UU.
- 2012/ Raíces, Intervención pública simultánea, Centro Histórico, CDMX, México.
- 2011/ Límites y consecuencias, Galería de Arte, Secretaría de Economía, CDMX, México.
- 2011/ Nuestros silencios, Instalación escultórica monumental, Plaza de la Constitución, Ciudad de México, México.
- 2011/ Nuestros silencios, Instalación escultórica monumental, Isla Elaguin, San Petersburgo, Rusia.
- 2011/ Esencia nómada, Museo de Arte en Querétaro, Querétaro, México.
- 2011/ Nuestros silencios, Instalación escultórica monumental, Muzeo Park, Moscú, Rusia.
- 2011/ Zión, Instituto Cervantes, Palermo, Italia.
- 2011/ Nuestros silencios, Instalación escultórica monumental, Victoria Tower Garden, Londres, Reino Unido.
- 2011/ Zión, Instituto Cervantes, Roma, Italia.
- 2010/ Nuestros silencios, Instalación escultórica monumental, Villa Borghese, Roma, Italia.
- 2010/ Casa de América, Génova, Italia.
- 2010/ Nuestros silencios, Instalación escultórica monumental, Paseo Marítimo, Schiffbauergasse, Potsdam, Alemania.
- 2010/ Zión, Embajada de México en Berlín, Berlín, Alemania.
- 2010/ Zión, Instituto de México, Instituto Cultural Mexicano (ICM), Viena, Austria.
- 2010/ Nuestros silencios, Instalación escultórica monumental, Avenue Toison d'Or, Bruselas, Bélgica.
- 2010/ Nuestros silencios, Instalación escultórica monumental, Parque Juan Carlos I, Madrid, España.
- 2009/ Zión, International Cultural Center Caisa, Helsinki, Finlandia.
- 2009/ Zión, Instituto Mexicano de Cultura, Copenhague, Dinamarca.
- 2009/ Nuestros silencios, Instalación escultórica monumental, Plaza Marques de Pombal, Lisboa, Portugal.
- 2009/ Zión, Instituto de México en España, Madrid, España.
- 2009/ Zión, Embajada de México, Lisboa, Portugal.
- 2008/ Rivelino: Obra reciente, Galeria Espacio, El Salvador.
- 2008/ Los Rituales del silencio, Lotería Nacional, CDMX, México.
- 2008/ Zión, Casa de la Cultura Oaxaqueña, Oaxaca, México.
- 2008/ Las Tentaciones del pasado, Galeria Quetzalli, Oaxaca, México.
- 2007/ La Búsqueda del interior, Galeria Florencia Riestra, San Miguel de Allende, Guanajuato, México.
- 2006/ Fragmentos, Galeria Florencia Riestra, San Miguel de Allende, Guanajuato, México.
- 2006/ Esquemas de silencio, Galeria Florencia Riestra, San Miguel de Allende, Guanajuato, México.
- 2006/ Zión, Museo Casa del Caballero Águila, Puebla, México.
- 2006/ Actos de Fe, Centro de Arquitectura y Diseño, CDMX, México.
- 2004/ Amuletos, Galeria Óscar Román, CDMX, México.
- 2004/ Capullos, Galería Óscar Román, CDMX, México.
- 2003/ Símbolos de Agua y Tierra, Galeria Óscar Román, Casa del Mar, Acapulco, Guerrero, México.
- 2003/ Zión, Galeria Zaloren Arte Contemporáneo, CDMX, México.
- 2003/ Tentaciones, Galeria Óscar Román, CDMX, México.
- 2002/ Confrontación, Galeria Zaloren Arte Contemporáneo, CDMX, México.
- 2000/ Gritos del Silencio, Galeria Zaloren Arte Contemporáneo, CDMX, México.
- 2000/ Ego, Galeria Zaloren Arte Contemporáneo, CDMX, México.
- 1999/ Rivelino: Escultura en Papel, Galeria Zaloren Arte Contemporáneo, CDMX, México.
- 1998/ El templo de la creación o regresión, Concurso de instalación y ambientación, Museo Ex Teresa INBA, CDMX, México.

## Filmografía
- Tras Rivelino: Documental dirigido por Guillermo Piñón y producido por Canal 22, México, octubre de 2012. (55 minutos)